# 渡邉晋
渡邉 晋（わたなべ すすむ、1973年10月10日 - ）は東京都西多摩郡日の出町出身の元サッカー選手、サッカー指導者。現役時代のポジションはディフェンダー（主にセンターバック）。2003年、2004年の登録名は「渡辺 晋」。

## 来歴
駒澤大学から当時JFL所属のコンサドーレ札幌に入団、以後札幌、ヴァンフォーレ甲府、ベガルタ仙台で主力として活躍し、2004年限りで現役引退。仙台の巡回コーチを経て、2007年まで仙台ユースヘッドコーチ。2008年シーズンからトップチームコーチに昇格。
2014年はトップチームヘッドコーチに就任し、就任まもなくJFA公認S級コーチのライセンス取得が発表された。同年4月、グラハム・アーノルド監督の成績不振による退任に伴い、トップチームの監督に就任。クラブ初のOB監督となった。
就任初戦となった第7節・横浜FM戦でシーズン初勝利を挙げると、W杯中断前には4連勝し、降格圏内からの脱出に成功した。中断明けには勝てない試合が続いたが、再び降格圏に陥ることはなく、第33節・徳島戦に勝利して、チームのJ1残留を決めた（最終順位は14位）。
2015年も引き続きチームを指揮し、第1ステージは7位と健闘するも、第2ステージは16位と苦戦を強いられた。それでも年間総合14位でJ1残留。翌2016年は年間総合12位（第1ステージ10位、第2ステージ12位）でJ1残留。2017年も前年と同じ12位でJ1残留。2018年は前年より1つ上の11位、天皇杯ではチーム初の準優勝に導いた。2019年も前年と同じ11位でJ1に残留させたが、シーズン終了後の12月9日、同年をもっての退任が発表された。
2020年12月21日、J2のレノファ山口FCの監督に就任することが発表された。しかし、2021年9月29日に本人申し出により監督を退任したことが発表された。退任時点でクラブは8勝8分15敗で15位という成績であった。
2022年1月2日、サガン鳥栖の監督に就任した川井健太の後任として、モンテディオ山形のトップチームコーチに就任した。
2023年4月4日、成績不振により同月2日付で解任されたピーター・クラモフスキーの後任として、トップチームの監督に就任した。同年はチームを5位にまで押し上げ、J1昇格プレーオフ進出にまで導く（準決勝で清水と引き分け。レギュレーションにより敗退）。
翌2024年は順位を1つ上げ4位。前年に続き、チームをJ1昇格プレーオフ進出に導いた（準決勝で岡山に敗戦）。
2025年は開幕時から低迷が続き、6月15日に行われた古巣ベガルタ仙台とのみちのくダービーに3-4で逆転負けを喫して4連敗になったところで、6月16日付で監督契約を解除。同18日にその旨が発表された。

## 所属クラブ
- 日の出サッカークラブ (日の出町立本宿小学校) [1]
- FC.ONZE (現AZ'86東京青梅) (日の出町立平井中学校) [1]
- 1989年 - 1991年 桐蔭学園高等学校
- 1992年 - 1995年 駒澤大学
- 1996年  コンサドーレ札幌
- 1997年 - 2000年  ヴァンフォーレ甲府
- 2001年 - 2004年  ベガルタ仙台

## 個人成績
| 国内大会個人成績 | 国内大会個人成績 | 国内大会個人成績 | 国内大会個人成績 | 国内大会個人成績 | 国内大会個人成績 | 国内大会個人成績 | 国内大会個人成績 | 国内大会個人成績 | 国内大会個人成績 | 国内大会個人成績 | 国内大会個人成績 |
| 年度             | クラブ           | 背番号           | リーグ           | リーグ戦         | リーグ戦         | リーグ杯         | リーグ杯         | オープン杯       | オープン杯       | 期間通算         | 期間通算         |
| 年度             | クラブ           | 背番号           | リーグ           | 出場             | 得点             | 出場             | 得点             | 出場             | 得点             | 出場             | 得点             |
| 日本             | 日本             | 日本             | 日本             | リーグ戦         | リーグ戦         | リーグ杯         | リーグ杯         | 天皇杯           | 天皇杯           | 期間通算         | 期間通算         |
| ---------------- | ---------------- | ---------------- | ---------------- | ---------------- | ---------------- | ---------------- | ---------------- | ---------------- | ---------------- | ---------------- | ---------------- |
| 1994             | 駒大             | 3                | -                | -                | -                | -                | -                | 1                | 0                | 1                | 0                |
| 1995             | 駒大             |                  | -                | -                | -                | -                | -                | 1                | 0                | 1                | 0                |
| 1996             | 札幌             | 33               | 旧JFL            | 8                | 1                | -                | -                | 0                | 0                | 8                | 1                |
| 1997             | 甲府             | 3                | 旧JFL            | 22               | 8                | -                | -                | 3                | 1                | 25               | 9                |
| 1998             | 甲府             | 3                | 旧JFL            | 25               | 10               | -                | -                | 4                | 2                | 29               | 12               |
| 1999             | 甲府             | 3                | J2               | 35               | 2                | 2                | 0                | 2                | 0                | 39               | 2                |
| 2000             | 甲府             | 3                | J2               | 38               | 3                | 1                | 0                | 4                | 0                | 43               | 3                |
| 2001             | 仙台             | 2                | J2               | 36               | 3                | 1                | 0                | 3                | 1                | 40               | 4                |
| 2002             | 仙台             | 2                | J1               | 2                | 0                | 3                | 0                | 0                | 0                | 5                | 0                |
| 2003             | 仙台             | 2                | J1               | 13               | 0                | 1                | 0                | 1                | 0                | 15               | 0                |
| 2004             | 仙台             | 2                | J2               | 2                | 0                | -                | -                | 0                | 0                | 2                | 0                |
| 通算             | 日本             | 日本             | J1               | 15               | 0                | 4                | 0                | 1                | 0                | 20               | 0                |
| 通算             | 日本             | 日本             | J2               | 111              | 8                | 4                | 0                | 9                | 1                | 124              | 9                |
| 通算             | 日本             | 日本             | 旧JFL            | 55               | 19               | -                | -                | 7                | 3                | 62               | 22               |
| 通算             | 日本             | 日本             | 他               | -                | -                | -                | -                | 2                | 0                | 2                | 0                |
| 総通算           | 総通算           | 総通算           | 総通算           | 181              | 27               | 8                | 0                | 19               | 4                | 208              | 31               |

- Jリーグ初出場 - 1999年3月14日 J2第1節 大宮アルディージャ戦 (韮崎中央公園陸上競技場)
- Jリーグ初得点 - 1999年4月10日 J2第5節 川崎フロンターレ戦 (山梨県小瀬スポーツ公園陸上競技場)

## 指導歴
- 2005年 - 2019年 ベガルタ仙台
  - 2005年 - 2006年 巡回コーチ
  - 2007年 アカデミーコーチ
  - 2008年 - 2014年4月 トップチーム コーチ
  - 2014年4月 - 2019年 トップチーム 監督
- 2021年 - 2021年9月 レノファ山口FC 監督
- 2022年 - 2025年6月 モンテディオ山形
  - 2022年 - 2023年4月 トップチーム コーチ
  - 2023年4月 - 2025年6月 トップチーム 監督

## 監督成績
| 年度 | 所属 | クラブ | リーグ戦 | リーグ戦 | リーグ戦 | リーグ戦 | リーグ戦 | リーグ戦 | カップ戦               | カップ戦  |
| 年度 | 所属 | クラブ | 順位     | 勝点     | 試合     | 勝       | 分       | 敗       | リーグ杯               | 天皇杯    |
| ---- | ---- | ------ | -------- | -------- | -------- | -------- | -------- | -------- | ---------------------- | --------- |
| 2014 | 仙台 | J1     | 14位     | 36       | 28       | 9        | 9        | 10       | グループリーグ敗退     | 2回戦敗退 |
| 2015 | 仙台 | J1     | 14位     | 35       | 34       | 9        | 8        | 17       | グループリーグ敗退     | ベスト8   |
| 2016 | 仙台 | J1     | 12位     | 39       | 34       | 13       | 4        | 17       | グループステージ敗退   | 2回戦敗退 |
| 2017 | 仙台 | J1     | 12位     | 41       | 34       | 11       | 8        | 15       | ベスト4                | 2回戦     |
| 2018 | 仙台 | J1     | 11位     | 45       | 34       | 13       | 6        | 15       | プレーオフステージ敗退 | 準優勝    |
| 2019 | 仙台 | J1     | 11位     | 41       | 34       | 12       | 5        | 17       | プレーオフステージ敗退 | ベスト16  |
| 2021 | 山口 | J2     | 15位     | 32       | 31       | 8        | 8        | 15       | -                      | 1回戦敗退 |
| 2023 | 山形 | J2     | 5位      | 61       | 35       | 19       | 4        | 12       | -                      | 3回戦敗退 |
| 2024 | 山形 | J2     | 4位      | 66       | 38       | 20       | 6        | 12       | 1回戦敗退              | 3回戦敗退 |
| 2025 | 山形 | J2     | 17位     | 17       | 19       | 4        | 5        | 10       | 2回戦敗退              | 3回戦進出 |

- 2014年は第7節からの途中就任、順位はシーズン最終順位。
- 2015年、2016年のリーグ戦は2ステージ通算。
- 2021年は退任時点での成績。
- 2023年は第8節からの途中就任、順位はシーズン最終順位。
- 2025年は第19節までの成績

## タイトル

### 個人
- J1リーグ・月間優秀監督賞（2019年6月）[12][13]

## 書籍
- ポジショナルフットボール 実践論 すべては「相手を困らせる立ち位置」を取ることから始まる（カンゼン）2020年10月